# Patrik Sandell
Pour les articles homonymes, voir Sandell.
Patrik Sandell, né le 21 avril 1982 à Östersund, est un pilote de rallyes suédois. Il a remporté le J-WRC en 2006

## Carrière
Il a débuté la compétition automobile dans son pays en 1999.
Il a effectué trois saisons dans le J-WRC: 2006, 2007 et 2008. Cette dernière année, il fut aussi engagé dans le P-WRC.
En 2010, il termina 10e du classement général des rallyes d'Allemagne et d'Alsace (rallye de France), sur Škoda Fabia S2000, inscrivant ses deux premiers points au championnat mondial.

## Galerie photos

Patrik Sandell
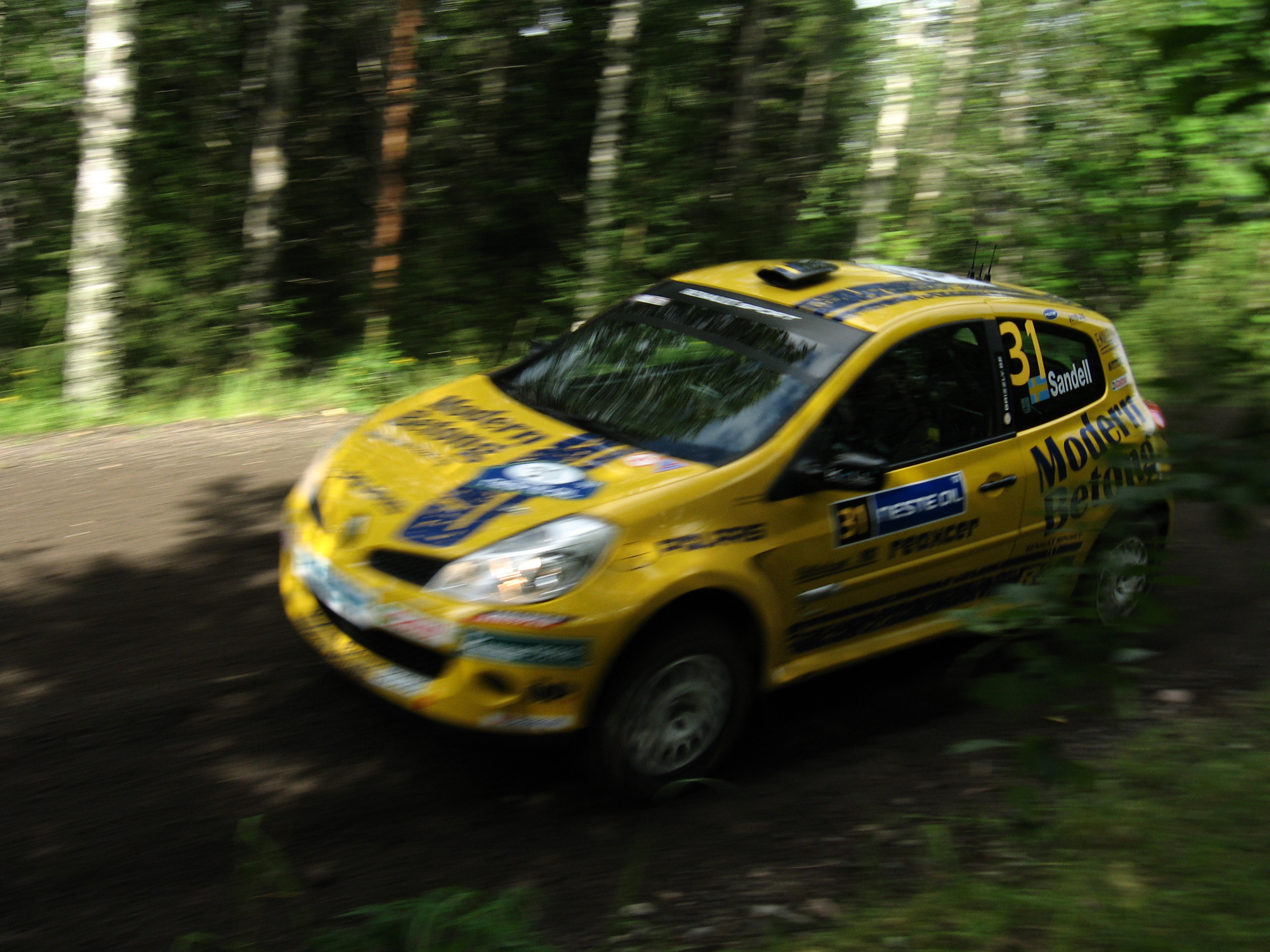
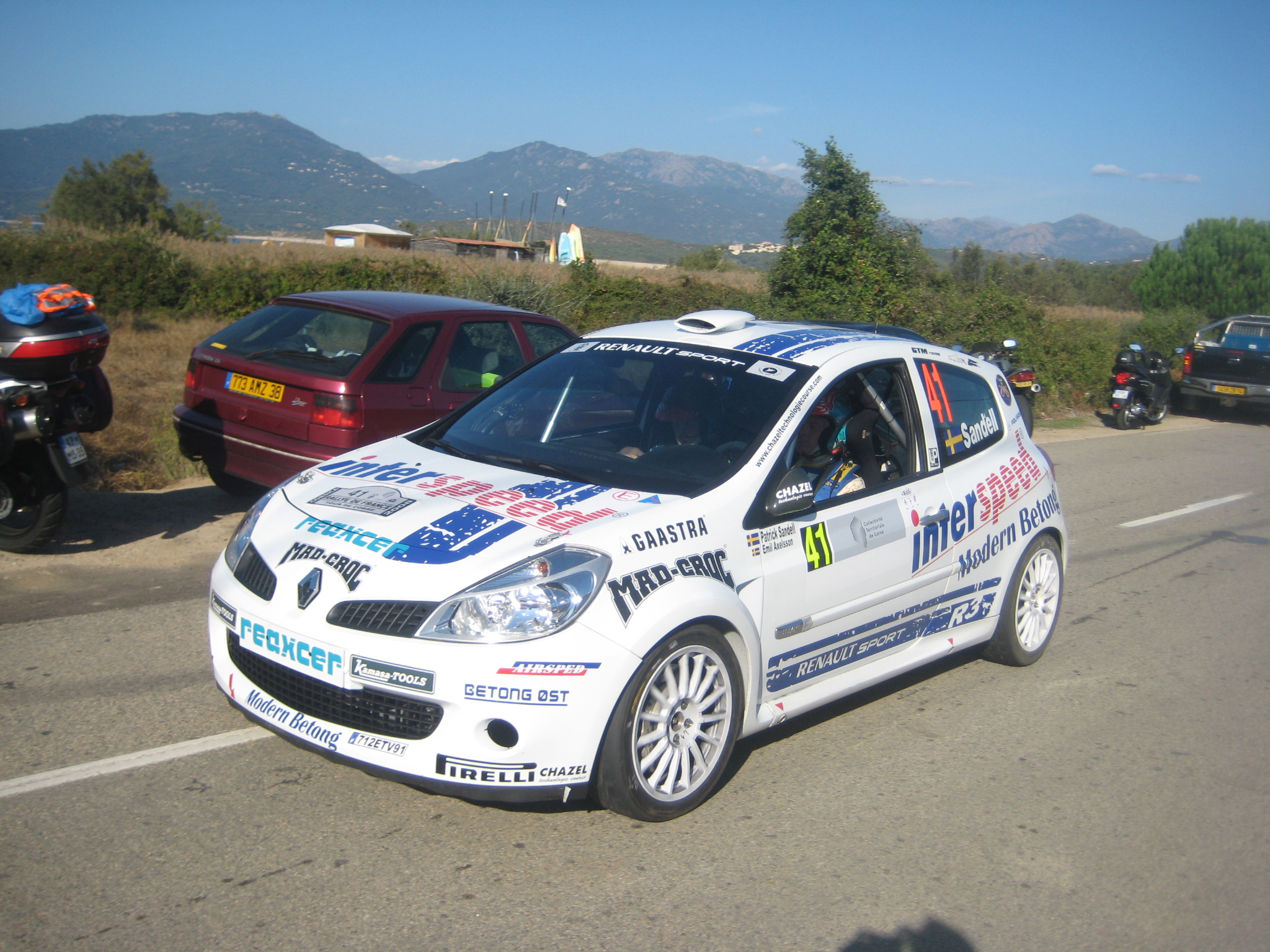
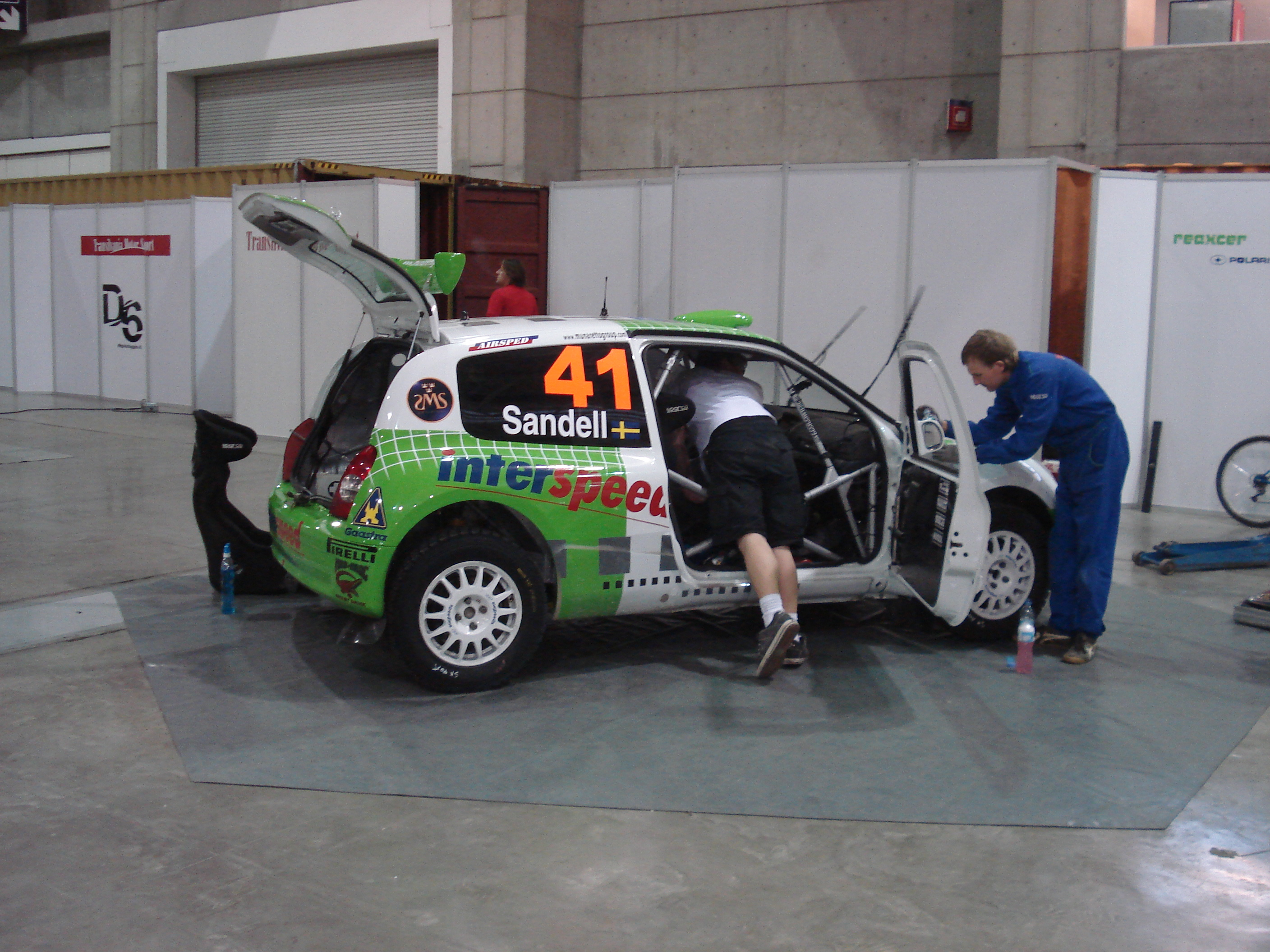
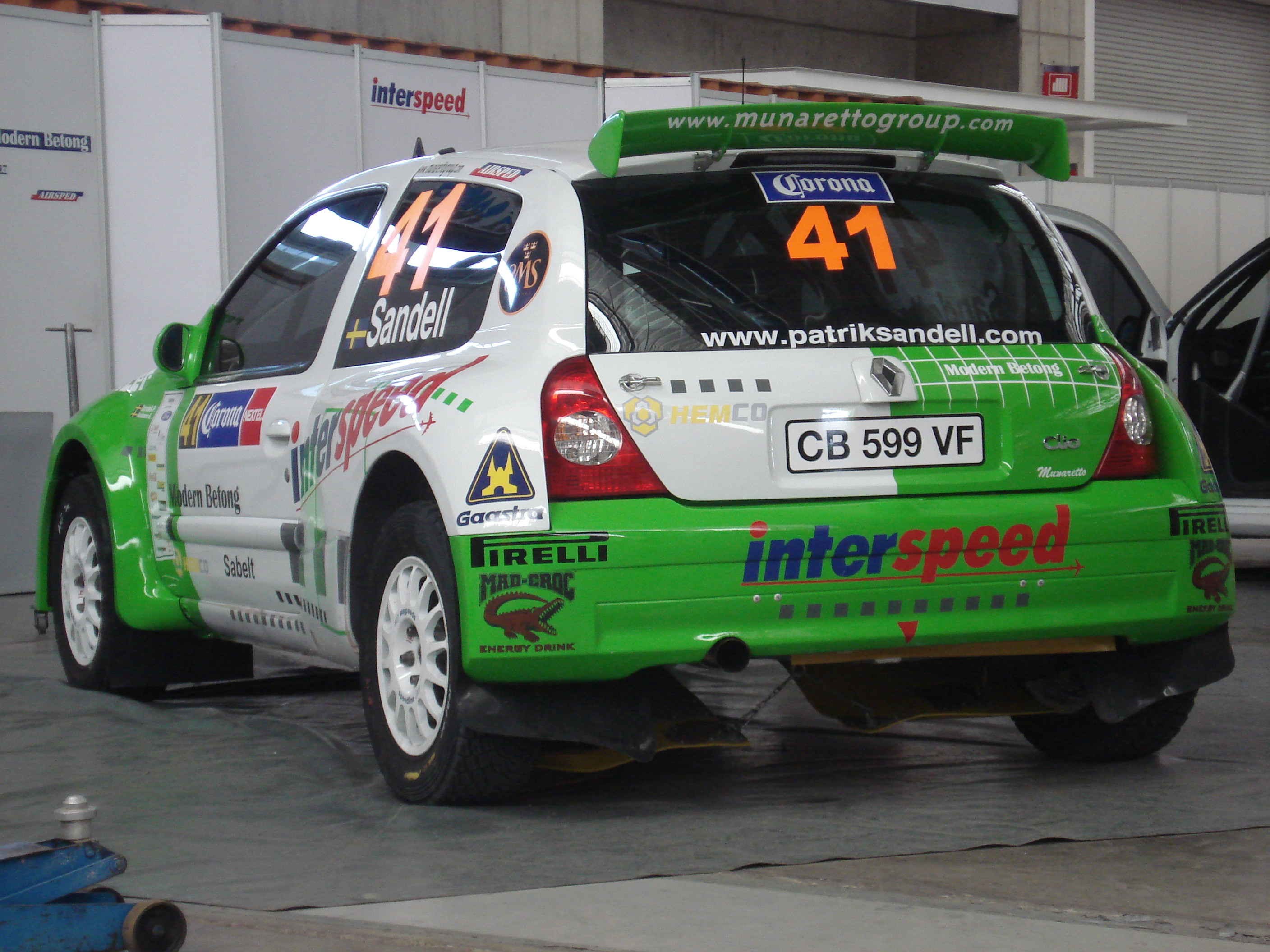
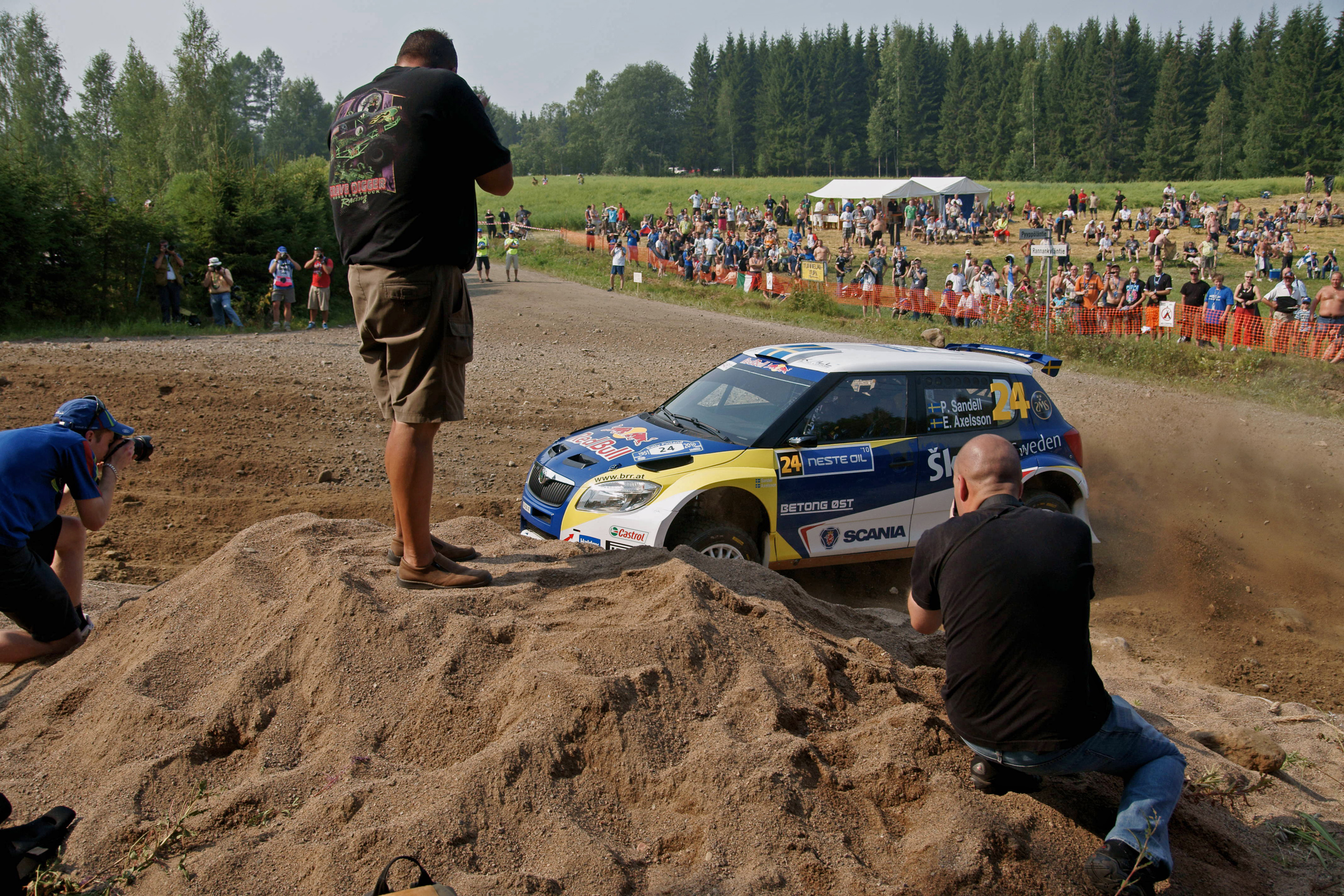

## Palmarès

### Titres
| Saison | Titre                                      | Voiture            |
| ------ | ------------------------------------------ | ------------------ |
| 2004   | Champion de Suède des rallyes Junior       | -                  |
| 2005   | Champion de Suède des rallyes du Groupe N3 | -                  |
| 2006   | Champion du monde des rallyes junior       | Renault Clio S1600 |

### Victoires

#### Victoires en championnat du monde des Rallyes Junior
| # | Saison | Rallye                  | Pays     | Copilote      | Voiture            |
| - | ------ | ----------------------- | -------- | ------------- | ------------------ |
| 1 | 2006   | 22e Rallye de Sardaigne | Italie   | Emil Axelsson | Renault Clio S1600 |
| 2 | 2007   | 57e Rallye de Finlande  | Finlande | Emil Axelsson | Renault Clio S1600 |

#### Victoires en Championnat du monde des rallyes des voitures de production (P-WRC)
| # | Saison | Rallye            | Pays    | Copilote      | Voiture           |
| - | ------ | ----------------- | ------- | ------------- | ----------------- |
| 1 | 2009   | Rallye de Norvège | Norvège | Emil Axelsson | Škoda Fabia S2000 |
| 2 | 2009   | Rallye de Chypre  | Chypre  | Emil Axelsson | Škoda Fabia S2000 |

#### Victoires en Championnat du monde des rallyes des voitures Super 2000 (S-WRC)
| # | Saison | Rallye                 | Pays      | Copilote      | Voiture           |
| - | ------ | ---------------------- | --------- | ------------- | ----------------- |
| 1 | 2010   | 28e Rallye d'Allemagne | Allemagne | Emil Axelsson | Škoda Fabia S2000 |
| 2 | 2010   | 1er Rallye d'Alsace    | France    | Emil Axelsson | Škoda Fabia S2000 |

## Résultats en championnat du monde des rallyes
| Saison     | Rallye | Rallye | Rallye | Rallye | Rallye | Rallye | Rallye | Rallye | Rallye | Rallye | Rallye | Rallye | Rallye | Rallye | Rallye | Rallye | Points | Classement final |
| ---------- | ------ | ------ | ------ | ------ | ------ | ------ | ------ | ------ | ------ | ------ | ------ | ------ | ------ | ------ | ------ | ------ | ------ | ---------------- |
| 2005       | MON    | SWE    | MEX    | NZL    | ITA    | CYP    | TUR    | GRE    | ARG    | FIN    | GER    | GBR    | JPN    | FRA    | ESP    | AUS    | 0      | -                |
| 2005       | -      | Ab.    | -      | -      | -      | -      | -      | -      | -      | -      | -      | -      | -      | -      | -      | -      | 0      | -                |
|            |        |        |        |        |        |        |        |        |        |        |        |        |        |        |        |        |        |                  |
| 2006       | MON    | SWE    | MEX    | ESP    | FRA    | ARG    | ITA    | GRE    | GER    | FIN    | JPN    | CYP    | TUR    | AUS    | NZL    | GBR    | 0      | -                |
| 2006       | -      | 20e    | -      | -      | -      | 22e    | 15e    | -      | -      | 34e    | -      | -      | 30e    | -      | -      | 33e    | 0      | -                |
| J-WRC 2006 |        | 2e     |        | -      | -      | 2e     | 1er    |        | -      | 7e     |        |        | 11e    |        |        | 6e     | 32     | 1er (J-WRC)      |
|            |        |        |        |        |        |        |        |        |        |        |        |        |        |        |        |        |        |                  |
| 2007       | MON    | SWE    | NOR    | MEX    | POR    | ARG    | ITA    | GRE    | FIN    | GER    | NZL    | ESP    | FRA    | JPN    | IRL    | GBR    | 0      | -                |
| 2007       | -      | -      | 21e    | -      | 52e    | -      | 31e    | -      | 18e    | Dq.    | -      | Ab.    | -      | -      | -      | -      | 0      | -                |
| J-WRC 2007 |        |        | 2e     |        | 15e    |        | 8e     |        | 1er    | Dq.    |        | Ab.    | -      |        |        |        | 19     | 6e (J-WRC)       |
|            |        |        |        |        |        |        |        |        |        |        |        |        |        |        |        |        |        |                  |
| 2008       | MON    | SWE    | MEX    | ARG    | JOR    | ITA    | GRE    | TUR    | FIN    | GER    | NZL    | ESP    | FRA    | JPN    | GBR    |        | 0      | -                |
| 2008       | -      | 11e    | 13e    | Ab.    | Ab.    | 26e    | Ab.    | 12e    | 21e    | 22e    | 11e    | 23e    | 28e    | -      | Ab.    |        | 0      | -                |
| J-WRC 2008 |        |        | 5e     |        | Ab.    | 7e     |        |        | 2e     | -      |        | 5e     | 6e     |        |        |        | 21     | 7e (J-WRC)       |
| P-WRC 2008 |        | 3e     |        | Ab.    |        |        | Ab.    | 2e     | -      |        | 2e     |        |        | -      | Ab.    |        | 22     | 4e (P-WRC)       |
|            |        |        |        |        |        |        |        |        |        |        |        |        |        |        |        |        |        |                  |
| 2009       | IRL    | NOR    | CYP    | POR    | ARG    | ITA    | GRE    | POL    | FIN    | AUS    | ESP    | GBR    |        |        |        |        | 0      | -                |
| 2009       | -      | 12e    | 9e     | Ab.    | -      | 10e    | 24e    | -      | -      | -      | -      | 21e    |        |        |        |        | 0      | -                |
| P-WRC 2009 |        | 1er    | 1er    | Ab.    | -      | 2e     | 9e     |        |        | -      |        | 7e     |        |        |        |        | 30     | 4e (P-WRC)       |
|            |        |        |        |        |        |        |        |        |        |        |        |        |        |        |        |        |        |                  |
| 2010       | SWE    | MEX    | JOR    | TUR    | NZL    | POR    | BUL    | FIN    | GER    | JPN    | FRA    | ESP    | GBR    |        |        |        | 2      | 23e              |
| 2010       | 15e    | -      | 23e    | -      | 12e    | -      | -      | 11e    | 10e    | -      | 10e    | -      | 14e    |        |        |        | 2      | 23e              |
| S-WRC 2010 | 4e     | -      | 5e     |        | 4e     | -      |        | 3e     | 1er    | -      | 1er    |        | 4e     |        |        |        | 112    | 2e (S-WRC)       |
|            |        |        |        |        |        |        |        |        |        |        |        |        |        |        |        |        |        |                  |
| 2011       | SWE    | MEX    | POR    | JOR    | ITA    | ARG    | GRE    | FIN    | GER    | AUS    | FRA    | ESP    | GBR    |        |        |        | 0      | -                |
| 2011       | 11e    | -      | -      | -      | -      | -      | -      | -      | -      | -      | -      | -      | -      |        |        |        | 0      | -                |
|            |        |        |        |        |        |        |        |        |        |        |        |        |        |        |        |        |        |                  |
| 2012       | MON    | SWE    | MEX    | POR    | ARG    | GRE    | NZL    | FIN    | GER    | GBR    | FRA    | ITA    | ESP    |        |        |        | 4      | en cours         |
| 2012       | -      | 8e     | -      | Ab.    | -      | -      | -      | -      | -      | -      | -      | -      | -      |        |        |        | 4      | en cours         |

## Résultats en Intercontinental Rally Challenge
| Saison | Rallye | Rallye | Rallye | Rallye | Rallye | Rallye | Rallye | Rallye | Rallye | Rallye | Rallye | Points | Classement final |
| ------ | ------ | ------ | ------ | ------ | ------ | ------ | ------ | ------ | ------ | ------ | ------ | ------ | ---------------- |
| 2011   | MON    | CAN    | COR    | UKR    | BEL    | AÇO    | CZE    | HUN    | ITA    | GBR    | CHY    | 44     | 8e               |
| 2011   |        |        | 9e     | 9e.    |        | 5e     | 12e    |        |        | Ab.    | 3e     | 44     | 8e               |